# Verbandsgemeinde Waldmohr
Verbandsgemeinde Waldmohr este o asociație municipală din landul Renania-Palatinat, Germania.

## Comune
- Breitenbach (Pfalz)
- Dunzweiler
- Waldmohr